# إم تي إن أوغندا
إم تي إن أوغندا (بالإنجليزية: MTN Uganda)‏ هي شركة اتصالات أوغندية تأسست عام 1998 وهي إحدى شركات إم تي إن الجنوب أفريقية التي تُعتبر الشركة الرائدة في إفريقيا في تقديم خدمتي الاتصالات والإنترنت.
تعتبر أكبر شركة اتصالات في أوغندا حيث يبلغ عدد مشتركيها 11.2 مليون مشترك حسب آخر إحصائية في 2017.

## وصلات خارجية
- الموقع الرسمي لإم تي إن أوغندا (بالإنجليزية)